# Zawodzie (Mierzawa)
Zawodzie – kolonia wsi Mierzawa w Polsce, położona w województwie świętokrzyskim, w powiecie jędrzejowskim, w gminie Wodzisław.
W latach 1975–1998 kolonia należała administracyjnie do województwa kieleckiego.